# Даниловский бастион
Бастион Даниловский — один из семи бастионов Черкасской крепости, построенной в XVIII веке в столице Донского казачества Черкасске (станица Старочеркасская) для защиты от частых набегов татар и турок.

## История и описание
Самый мощный бастион Черкасской крепости — Даниловский — получил свое наименование от инициатора его сооружения войскового атамана Данилы Ефремовича Ефремова (1738—1753). Бастион располагался в юго-восточной части Черкасского острова за Войсковым Воскресенским собором. Сооружение имело форму многогранника, обращенного к месту слияния Дона и Черкасской протоки.
Для строительства стены использовался камень-ракушечник. Даниловский бастион имел две стены: внешнюю — высотой 4,56 и внутреннюю — высотой 2,35 метра. Толщина стен у основания соответственно равнялась 2,35 и 1,6 метра. Внешняя стена юго-западного крыла бастиона имела длину 48 метров по данным известного археолога Захара Ароновича Виткова, специалиста по исследованию казачьих поселений. Пространство между стенами казаки заполняли песком. Бастион имел систему водостоков, не позволяющих воде скапливаться и разрушать стены. Строительство бастиона было завершено к 1748 году, а в 1752 году он был окончательно оборудован и вооружен мощными крепостными пушками. На его вооружении находилось в разные годы до тридцати орудий. При раскопках было найдено 15 пушек (14 пушек в 1958 году и ещё одна в 1972 году): две из них находятся во дворе Ростовского областного музея краеведения, а несколько штук установлены на территории Даниловского бастиона в станице Старочеркасской. Даниловский бастион является образцом русских крепостных сооружений первой половины XVIII века.
Памятник архитектуры XVIII века.